# Вишневский (Брянская область)
Вишневский — упразднённый в 2010 году посёлок на территории Стародубского муниципального округа Брянской области России. На год упразднения входил в Мохоновское сельское поселение Стародубского района Брянской области.

## География
Находился в южной части региона, в небольшом лесном массиве с вершиной 221 метр

## История
В 2010 году три посёлка Мохоновского сельского поселения (Зелёный Клин, Вишневский и Лосинец) официально были исключёны из учётных данных.